# Öld meg kedveseid
Az Öld meg kedveseid (eredeti cím: Kill Your Darlings) 2013-ban bemutatott amerikai életrajzi filmdráma, melyet saját és Austin Bunn forgatókönyvéből (elsőfilmes rendezőként) John Krokidas rendezett. A főbb szerepekben Daniel Radcliffe, Dane DeHaan, Ben Foster és Jennifer Jason Leigh látható.
A történet a beatnemzedék legelső tagjainak (Lucien Carr, Allen Ginsberg, William S. Burroughs és Jack Kerouac) főiskolai napjait és a köztük lezajló párbeszédeket mutatja be, de megjelenik benne David Kammerer meggyilkolása is, melyet Carr követett el.
Világpremierje a 2013-as Sundance Filmfesztiválon volt, pozitív reakciókat kiváltva a közönségből. Emellett a 2013-as Torontói Nemzetközi Filmfesztiválon is bemutatták, majd Észak-Amerikában 2013. október 16-án jelent meg, korlátozott számú moziban. Magyarországon DVD-n adták ki szinkronizálva.

## Cselekmény
Allen Ginsberg 1944-ben kezd el tanulni a Columbia Egyetemen. A fiatal író hamarosan karizmatikus és vonzó évfolyamtársa, Lucien Carr hatása alá kerül. Carr ismerteti össze két feltörekvő íróval, William Burroughs-szal és Jack Kerouac-kal. A négy barát fellázad a régimódi, konzervatív hagyományok ellen.
Egy David Kammerer nevű srác halálosan beleszeret Carrba. Amikor Kammerer rejtélyes módon meghal, a rendőrség Ginsberget és társait gyanúsítja annak meggyilkolásával.

## Szereplők
| Szerep                           | Színész              | Magyar hang        |
| -------------------------------- | -------------------- | ------------------ |
| Allen Ginsberg                   | Daniel Radcliffe     | Gacsal Ádám        |
| Lucien Carr                      | Dane DeHaan          | Előd Álmos         |
| William S. Burroughs             | Ben Foster           | Zámbori Soma       |
| Louis Ginsberg                   | David Cross          | Czvetkó Sándor     |
| David Kammerer                   | Michael C. Hall      | Görög László       |
| Jack Kerouac                     | Jack Huston          | Makranczi Zalán    |
| Naomi Ginsberg                   | Jennifer Jason Leigh | Hámori Eszter      |
| Edie Parker                      | Elizabeth Olsen      | Bogdányi Titanilla |
| Harrison Ross Steeves professzor | John Cullum          | Cs. Németh Lajos   |
| Columbia Egyetem dékánja         | David Rasche         | Barbinek Péter     |
| Marian Carr                      | Kyra Sedgwick        |                    |
| Luke Detweiler                   | Zach Appelman        |                    |

## Díjak és jelölések
| Díj                                   | Ceremónia dátuma    | Kategória                     | Átvevő        | Eredmény |
| ------------------------------------- | ------------------- | ----------------------------- | ------------- | -------- |
| BFI London Filmfesztivál              | 2013. október 19.   | Sutherland trófea             | John Krokidas | Jelölve  |
| Gotham-díj                            | 2013. december 2.   | Áttörő színész                | Dane DeHaan   | Jelölve  |
| Hamptons Nemzetközi Filmfestivál      | 2013. december 2.   | Áttörő színész                | Dane DeHaan   | Elnyerte |
| Hamptons Nemzetközi Filmfestivál      | 2013. december 2.   | Áttörő színész                | Jack Huston   | Elnyerte |
| Palm Springs Nemzetközi Filfmesztivál | 2013. január 5.     | rendező                       | John Krokidas | Elnyerte |
| Sundance Filmfesztivál                | 2013. január 26.    | Zsűri nagydíja                |               | Jelölve  |
| Velencei Nemzetközi Filmfesztivál     | 2013. szeptember 7. | Velencei Napok Nemzetközi Díj |               | Elnyerte |

## Fordítás
- Ez a szócikk részben vagy egészben  a   Kill Your Darlings (2013 film) című angol Wikipédia-szócikk fordításán alapul.  Az eredeti cikk szerkesztőit annak laptörténete sorolja fel. Ez a jelzés csupán a megfogalmazás eredetét és a szerzői jogokat jelzi, nem szolgál a cikkben szereplő információk forrásmegjelöléseként.